# Norris H. Williams
Dr. Norris H. Williams (1943, Birmingham, Alabama) es un botánico estadounidense. Se ha desarrollado como curador de plantas vasculares, cuidador de Herbario, profesor de Botánica, en el Florida Museum of Natural History. Se ha especializado en sistemática molecular, y evolución de Orchidaceae, enfatizando en el grupo Neotropical.
Pertenece a la Sociedad linneana de Londres.

## Educación y carrera
Termina la secundaria en el "Colegio Anniston", en 1961. Se gradúa de B.S. en Biología, en la Universidad de Alabama en 1964. En 1967 recibe su M.S. en Biología, de la misma Universidad, y en 1971 su Ph.D. en Biología, de la Universidad de Miami

## Algunas publicaciones
- Hills, HG, NH Williams, CH Dodson. 1968. Identification of Some Orchid Fragrance Components. Amer. Orchid Soc. Bull. 37:967-971
- Dodson, CH, RL Dressler, HG Hills, RM Adams, NH Williams. 1969. Biologically Active Compounds in Orchid Fragrances. Science 164:1243-1249
- Williams, NH. 1970. Some Observations on Pollinaria in the Oncidiinae. Amer. Orchid Soc. Bull. 39:32-43, 207-220
- Dressler, RL; NH Williams. 1970. The Genus Systeloglossum. Amer. Orchid Soc. Bull. 39:323-329
- Dressler, RL; NH Williams. 1970. An Overlooked Genus in the Oncidiinae. Amer. Orchid Soc. Bull. 39:988-994
- Williams, NH; CH Dodson. 1972. Selective Attraction of Male Euglossine Bees to Orchid Floral Fragrances & Its Importance in Long Distance Pollen Flow. Evolution 26:84-95
- Williams, NH. 1972. A Reconsideration of Ada & the Glumaceous Brassias (Orchidaceae). Brittonia 24:93-110
- Hills, HG, NH Williams, CH Dodson. 1972. Floral Fragrances & Isolating Mechanisms in the Genus Catasetum (Orchidaceae). Biotropica 4:61-76
- Ayensu, ES, NH Williams. 1972. Leaf Anatomy of Palumbina & Odontoglossum Subgenus Osmoglossum. Amer. Orchid Soc. Bull. 41:687-696
- Williams, NH. 1972. Additional Studies on Pollinaria in the Oncidiinae. Amer. Orchid Soc. Bull. 41:222-230
- Williams, NH, RL Dressler. 1973. Oncidium Species Described by Jacquin & the Typification of Oncidium. Taxon 22:221-227
- Williams, NH. 1974. Taxonomy of the Genus Aspasia Lindley (Orchidaceae: Oncidieae). Brittonia 26:333-346
- Williams, NH. 1974. The Value of Plant Anatomy in Orchid Taxonomy. pp. 281-298 en M. Ospina (ed.). Proc. 7º World Orchid Conference. Medellín, Colombia
- Williams, NH. 1975. Stomatal Development in Ludisia Discolor (Orchidaceae): Mesoperigenous Subsidiary Cells in the Monocotyledons. Taxon 24:281-288
- Dressler, RL, NH Williams. 1975. Jacquin Names - Again. Taxon 24:647-650
- Dressler, RL, NH Williams. 1975. El Complejo Oncidoglossum Confusum. Orquídea 4:332-352
- Williams, NH, CR Broome. 1976. Scanning Electron Microscope Studies of Orchid Pollen. Amer. Orchid Soc. Bull. 45:699-707
- Williams, NH, RL Dressler. 1976. Euglossine Pollination of Spathiphyllum (Araceae). Selbyana 1:349-356
- Williams, NH. 1976. Subsidiary Cell Development in the Catasetinae (Orchidaceae) & Related Groups. Bot. J. Linnean Soc. 72:299-309
- Newton, GD, NH Williams. 1978. Pollen Morphology of the Cypripedioideae & the Apostasioideae (Orchidaceae). Selbyana 2:169-182
- Williams, NH. 1978. Pollen Structure & the Systematics of the Neotropical Gesneriaceae. Selbyana 2:310-322
- Williams, NH. 1978. A Preliminary Bibliography on Euglossine Bees & Their Relationships with Orchids & Other Plants. Selbyana 2:345-355
- Atwood, JT , NH Williams. 1978. The Utility of Epidermal Cell Features in Phragmipedium & Paphiopedilum (Orchidaceae) for Determining Sterile Specimens. Selbyana 2:356-366
- Williams, NH. 1979. Subsidiary Cells in the Orchidaceae: Their General Distribution with Special Reference to Development in the Oncidieae. Bot. J. Linnean Soc. 78:41-66
- Atwood, JT, NH Williams. 1979. Surface Features of the Adaxial Epidermis in the Conduplicate-leaved Cypripedioideae (Orchidaceae). Bot. J. Linnean Soc. 78:141-156
- Pridgeon, AM, NH Williams. 1979. Anatomical Aspects of Dresslerella (Orchidaceae). Selbyana 5:120-134
- Williams, NH. 1979. Preface - The Various Contrivances by Which Orchids Are Fertilised by Insects, × Charles Darwin. Reprint of the 1862 Ed. pp. V-XI. Earl M. Coleman, Publisher
- Ackerman, JD, NH Williams. 1980. Pollen Morphology of the Tribe Neottieae & Its Impact on the Classification of the Orchidaceae. Grana 19:7-18
- Dodson, CH, NH Williams. 1980. Konantzia, A New Genus in the Orchidaceae from Western Ecuador. Phytologia 46:387-388
- Williams, NH. 1981. Floral Fragrance Components of Brassavola (Orchidaceae). Selbyana 5:279-285
- Murrell, JT, NH Williams, AM Pridgeon, CH Dodson. 1981. Floral Fragrances in Angraecum (Orchidaceae). Selbyana 5:286-290
- Williams, NH, JT Atwood, CH Dodson. 1981. Floral Fragrance Analysis in Anguloa, Lycaste, & Mendoncella (Orchidaceae). Selbyana 5:291-295
- Ackerman, JD, NH Williams. 1981. Pollen Morphology of the Chloraeinae (Orchidaceae: Diuridae) and Related Subtribes. Am. J. Botany 68:1392-1402
- Williams, NH, WM Whitten. 1982. Identification of Floral Fragrance Components of Stanhopea Embreei & Attraction of Its Pollinator to Synthetic Fragrance Compounds. Amer. Orchid Soc. Bull. 51:1262-1266
- Williams, NH. 1982. The Biology of Orchids & Euglossine Bees. Pp. 119-171 en J. Arditti (ed.). Orchid Biology: Reviews & Perspectives, II. Cornell University Press. Ithaca, NY
- Dressler, RL, NH Williams. 1982. Proposal for the Conservation of the Generic Name 1779 Oncidium Swartz (Orchidaceae) with a Conserved Type Species, Oncidium Altissimum Sw. Taxon 31:752-754
- Williams, NH. 1983. Floral Fragrances as Cues in Animal Behavior. pp. 50-72 en C.E. Jones & R.J. Little (eds.). Handbook of Exp. Poll. Biol. Van Nostrand Reinhold Company. NY
- Williams, NH, WM Whitten. 1983. Orchid Floral Fragrances & Male Euglossine Bees: Methods & Advances in the Last Sesquidecade. Biol. Bull. 164:355-395
- Williams, NH, WM Whitten, CH Dodson. 1984. Preliminary Analyses of the Floral Fragrances of Species of Acineta, Houlletia, Lueddemannia, Lycomormium, Paphinia, & Sievekingia (Orchidaceae). Selbyana 7:315-317
- Lindquist, N, MA Battiste, WM Whitten, NH Williams, L Strekowski. 1985. Trans-carvone Oxide, A Monoterpene Epoxide from the Fragrance of Catasetum. Phytochemistry 24:863-865
- Williams, NH, WM Whitten, LF Pedrosa. 1985. Crystalline Production of Fragrance in Gongora Quinquenervis. Amer. Orchid Soc. Bull. 54:598-603
- Gupta, MP, TD Arias, NH Williams, R Bos, DHE Tattje. 1985. Safrole, the Main Component of the Essential Oil from Piper Auritum of Panama. J. Natural Products 48:330
- Williams, NH, WM Whitten. 1985. Advances & Trends in Orchid Floral Fragrance Analysis. pp.392-395 en KW Tan & J McQuery (eds.). Proc. Eleventh World Orchid Conference. Miami, Fl.
- Whitten, WM, NH Williams, WS Armbruster, MA Battiste, L Strekowski, N Lindquist. 1986. Carvone Oxide: An Example of Convergent Evolution in Euglossine Pollinated Plants. Systematic Botany 11:222-228
- Rodríguez Caballero, RL, DE Mora, ME Barahona, NH Williams. 1986. Géneros de Orquídeas de Costa Rica. Ed. Universidad de Costa Rica. 334 pp. En adición a este Art. en castellano, hay traducción al inglés
- Dressler, RL, DW Hall, KD Perkins, NH Williams. 1987. Identification Manual for Wetland Plant Species of Florida. IFAS Special Publication-35. University of Florida. 297 pp. 2ª impresión 1991
- Williams, NH, WM Whitten. 1988. Stanhopea panamensis, A New Species from Central Panama (Orchidaceae). Lindleyana 3:9-11
- Fritze, KJ, NH Williams. 1988. The Taxonomic Significance of Pollen Morphology in the Columnea Alliance (Gesneriaceae: Gesnerioideae). Ann. Missouri Bot. Garden. 75: 168-191
- Whitten, WM, HG Hills, NH Williams. 1988. Occurrence of Ipsdienol in Floral Fragrances. Phytochemistry 27:2759-2760
- Whitten, WM, AM Young, NH Williams. 1989. Function of Glandular Secretions in Fragrance Collection by Male Euglossine Bees (Apidae:Euglossini). J. Chem. Ecology 15:1285-1295
- Dodson, CH, NH Williams, WM Whitten. 1989. A New Species of Gongora (Orchidaceae) from Ecuador. Lindleyana 4:30-32
- Hills, HG, NH Williams. 1990. Fragrance cycle of Clowesia rosea (Orchidaceae). Orquídea 12:19-22
- Whitten, WM, NH Williams. 1991. A new species & nomenclatural changes in Gongora sect. Acropera (Orchidaceae: Stanhopeinae). Lindleyana 6:109-112
- Whitten, WM, NH Williams. 1991. Gongora escobariana Whitten, a new species from Colombia, & the rediscovery of G. sanderiana in Peru. Orquideología 18:105-127
- Whitten, WM, NH Williams. 1992. Floral fragrances of Stanhopea (Orchidaceae). Lindleyana 7:130-153
- Hills, HG, NH Williams, WM Whitten. 1999. Fragrances of Catasetum. pp. 263-272 en THE WORLD OF CATASETUMS. Arthur Holst (ed.). Timber Press. Portland, Oregon
- Whitten, WM, NH Williams, KV Glover. 1999. Sulphuryl fluoride fumigation: effect on DNA extraction & amplification from herbarium specimens. Taxon 48:507-510
- Anderson, JE, JF Preston, DW Dickson, TE Hewlett, NH Williams, JE Maruniak. 1999. Phylogenetic analysis of Pasteuria penetrans, a parasitic bacterium of root-knot nematodes, by 16s rRNA gene cloning & sequencing. J. Nematology 31:319-325
- Williams, NH, WM Whitten. 1999. Molecular phylogeny & floral fragrances of male euglossine bee pollinated orchids: a study of Stanhopea. Plant Sp. Biol. 14: 129-137
- Castro, HF, NH Williams, A Ogram. 2000. Phylogeny of sulfate-reducing bacteria. FEMS Microbiology Ecology 31:1-9
- Whitten, WM, NH Williams, MW Chase. 2000. Subtribal & generic relationships of Maxillarieae (Orchidaceae) with emphasis on Stanhopeinae: Combined molecular evidence. Am. J. Bot. 87:1842-1856
- Wood, TH, WM Whitten, NH Williams. 2000. Phylogeny of Hedychium & related genera (Zingiberaceae) based upon ITS sequence data. J. Edinburgh Bot. Garden 57:261-270
- Dressler, RL, NH Williams. 2000. Chelyorchis, a new genus. P. 1130 en Romero-González, GA & G Carnevali Fernández-Concha. Orchids of Venezuela: An illustrated field guide. 2ª ed. Armitano Ed. Caracas
- Iudica, CA, WM Whitten, NH Williams. 2001. Small bones from dried mammal museum specimens as a reliable source of DNA. BioTechniques 30: 732-736
- Sosa, V, MW Chase, G Salazar, WM Whitten, NH Williams. 2001. Phylogenetic Position of Dignathe (Orchidaceae: Oncidiinae): evidence from nuclear ITS ribosomal DNA sequences. Lindleyana 16: 94-101
- Williams, NH, MW Chase, T Fulcher, WM Whitten. 2001. Molecular systematics of the Oncidiinae based on evidence from four DNA sequence regions: expanded circumscriptions of Cyrtochilum, Erycina, Otoglossum, & Trichocentrum & a new genus (Orchidaceae). Lindleyana 16: 113-139
- Zomlefer, WB, NH Williams, WM Whitten, WS Judd. 2001. Generic circumscription & relationships in the tribe Melanthieae (Liliales, Melanthiaceae), with emphasis on Zigadenus: evidence from ITS and trnL-F sequence data. Am. J. Bot. 88: 1657-1669
- Chase, MW, NH Williams. 2001. Additional transfers to Trichocentrum Poepp. & Endl. & Otoglossum Garay & Dunst. (Orchidaceae: Oncidiinae). Lindleyana 16: 218-219
- Williams, NH, WM Whitten. 2001. Checking an orchid hybrid’s background: The use of molecular data in determining parentage of hybrids. Orchids 70: 1056-1061
- Williams, NH, MW Chase, WM Whitten. 2001. Phylogenetic position of Miltoniopsis, Caucaea, a new genus, Cyrtochiloides, & relationship of Oncidium phymatochilum based on nuclear & chloroplast dna sequence data (Orchidaceae: Oncidiinae). Lindleyana 16: 272-285
- Koehler, S, NH Williams, WM Whitten, ME do Amaral. 2002. Phylogeny of the Bifrenaria (Orchidaceae) complex based on morphology & sequence data from nuclear rDNA internal transcribed spacers (ITS) & chloroplast trnL-F region. Int. J. Plant Sci. 163:1055-1066.
- Carlsward, BS, WM Whitten, NH Williams. 2003. Molecular phylogenetics of neotropical leafless Angraecinae (Orchidaceae): reevaluation of generic concepts. Int. J. Plant Sci. 164(1): 43-51
- Zomlefer, WB, WM Whitten, NH Williams, WS Judd. 2003. An overview of Veratrum (Liliales: Melanthiaceae) & an infrageneric phylogeny based on ITS sequence data. Systematic Botany 28(2): 250-269
- Carnevali, G, JL Tapia, NH Williams, WM Whitten. 2003. Sistemática, filogenia y biogeografía de Myrmecophila (Orchidaceae). Lankesteriana 7: 29-32. Abstract
- Ojeda, I, G Carnevali, NH Williams, WM Whitten. 2003. Phylogeny of the Heterotaxis complex (Maxillariinae): evolution of the vegetative architecture & pollination syndromes. Lankesteriana 7: 45-47. Abstract
- Williams, NH, WM Whitten. 2003. Molecular phylogenetics & generic concepts in the Maxillarieae (Orchidaceae). Lankesteriana 7: 61-62. Abstract
- Dressler, RL, NH Williams. 2003. New combinations in Mesoamerican Oncidiinae (Orchidaceae). Selbyana 24(1): 44-45
- Dressler, RL, Whitten, WM, NH Williams. 2004. Phylogenetic relationships of Scaphyglottis & related genera (Laeliinae: Orchidaceae) based on nrDNA ITS sequence data Brittonia 56: 58-66
- Chase, MW, L Hanson, VA Albert, WM Whitten, NH Williams. 2005. Life history evolution & genome size in subtribe Oncidiinae (Orchidaceae). Ann. Bot. 95: 191199
- Damián Loayza, M, NH Williams, WM Whitten. 2005. Phragmipedium kovachii: Molecular systematics of a new world orchid. Orchids 74: 132-137

- La abreviatura «N.H.Williams» se emplea para indicar a Norris H. Williams como autoridad en la descripción y clasificación científica de los vegetales.[1]